# 藤山愛一郎
藤山 愛一郎（ふじやま あいいちろう、1897年〈明治30年〉5月22日 - 1985年〈昭和60年〉2月22日）は、日本の政治家、実業家。
外務大臣、経済企画庁長官、衆議院議員（6期）、日本商工会議所会頭、経済同友会代表幹事、初代日本航空会長、自民党総務会長などを歴任した。
藤山コンツェルン二代目。位階は従二位。勲等は勲一等。

## 来歴・人物
東京王子に王子製紙専務取締役藤山雷太（佐賀県士族）の長男として生まれる。慶應幼稚舎時代、当時の官公立崇拝の強い風潮の中、父が福澤諭吉門下直系であるにも拘わらず第一高等学校（現東京大学教養学部）合格者数第一位を誇った府立一中（現東京都立日比谷高等学校）を受験するも失敗、慶應義塾普通部に進学した。さらに慶應義塾大学部政治科に進むが1918年に病気療養のため中退し、父が築いた藤山コンツェルンの後継者として大日本製糖社長となる。その後、日東化学工業（現在の三菱レイヨン）社長や日本金銭登録機（現在の日本NCR）社長などを歴任した。
1941年に僅か44歳で日本商工会議所会頭に就任した。第二次世界大戦下の1943年には大正製薬創業者の石井絹治郎の葬儀委員長を務めた。1945年3月には熱海の自邸を終戦工作に奔走する高木惣吉少将に提供、その拠点となった。
戦後の連合国軍占領下で公職追放となるが1950年に復帰。1951年に日商会頭を再任され、その後日本航空（旧法人）の初代会長にも就任。その一方で経済同友会代表幹事などを歴任した。
1956年には、東南アジア諸国との関係改善を目指すアジア善隣国民運動の中央本部会長に就任し、全国的な募金活動を支援した。

### 外務大臣として岸内閣に入閣
1957年、戦前から藤山が資金援助していた岸信介は将来的な中華人民共和国との関係を重視していたことから「アジア外交のなかでも中共の問題をやってもらう」と請われ、民間人閣僚として岸内閣の外務大臣に就任した。財界二世である藤山の政界入りは当時「絹のハンカチ」と称された。秘書には慶應の後輩で自社社員の斎藤文夫（のちの参議院議員）を採用した。元々岸は対フィリピン賠償交渉で全権委員に抜擢するなど藤山を重用しており、藤山が産業界に明るいという理由から通産大臣として手腕を発揮してくれることを望み、藤山は岸の度重なる懇請にもかかわらず「産業界には知己が多すぎ、陳情攻めで大変だから」と言って通産大臣への就任を固辞し続けたとされる。就任と同時に持っていた外資系会社の株を全て売り払ったと伝えられ、日商会頭を初めとする202にも及ぶ経済界の要職も辞任した。その際の退職金が莫大なものとなったことから当時施行されていた高額納税者公示制度において1958年度の全国2位にランクされた。

### 衆議院議員に初当選
翌1958年の第28回衆議院総選挙には自民党公認で、横浜市を基盤とする旧神奈川県第1区（当時は中選挙区制。→衆議院選挙区一覧 (1947-1993)#神奈川県）から立候補して初当選（現職の民間人閣僚が新人代議士候補として総選挙に出馬し当選したのは、1954年に第1次鳩山一郎内閣で民間から起用された一万田尚登大蔵大臣と高碕達之助経済審議庁長官が翌年の第27回衆議院総選挙に日本民主党公認で立候補して初当選を果たしたのと、その次の総選挙におけるこの藤山の場合の3例を数えるのみである） 。
外相として日米安保改定（新日米安保条約）と日米地位協定締結を成し遂げる。
この間、1960年6月10日、アイゼンハワー大統領訪日の調整のために来日したハガチー報道官がデモ隊に囲まれる事件が発生すると、直ちに在日アメリカ大使館に赴き陳謝するなど抗議運動への対処にも奔走した。
その傍ら「日米安保は日中の踏み石にすぎない」とする親中派議員でもあり、外相在任中も日中貿易促進への「支持と協力」を再三表明していた。1970年12月に「日中国交回復議員連盟」を結成し、1971年10月には議員連盟団長として日本国と中華民国との間の平和条約を無効とする中華人民共和国との共同声明に調印したことで物議を醸したことがある。政界引退後も石橋湛山の後を継いで国際貿易促進協会第4代会長を務めるなど松村謙三・古井喜実らと共に日中国交正常化に心血を注いだ。
岸退陣後は総理大臣の座を目指して1960年7月の自民党総裁選にも出馬するも敗北（池田勇人が総裁に当選）。この総裁選を機に星島二郎・江﨑真澄・小泉純也（小泉純一郎の実父）・福家俊一らを擁して岸派から分派、愛正会（藤山派）を結成した。
1961年、経済企画庁長官に就任。1962年の参院選に際しては、いとこでタレントの藤原あきを全国区に擁立し、トップ当選に導く。しかし、その数日後に池田の財政政策を非難し、「経済成長より経済全体の均衡が大切」として経済企画庁長官を辞任した。しかし、その翌年の1963年には自民党総務会長に就任し、僅か1年で表舞台に復帰した。
1964年の総裁選、1966年の総裁選にも立候補をするが尽く敗北し、派閥維持の費用などで巨額の私財を政治につぎ込む格好となった。結果として藤山コンツェルンは解体されてしまい、資産の多くを失った。その後、藤山派が細っていくのと同時に、権力闘争にも興味を示さなくなったといわれる。
1967年に勲一等旭日大綬章を受章。1976年9月、総選挙に出馬せず政界を引退。衆議院議員選挙連続6回当選。

### 政界引退後
「藤山現代中国文庫」と言われた中国近現代史料のコレクション（4000点以上の書籍、資料群）を所有し、母校慶應義塾大学に寄贈する話がまとまっていた。しかし、寄贈を前にして1982年2月のホテルニュージャパン火災に巻き込まれ、ホテルに構えていた事務所とともにコレクションも焼失した（ホテルニュージャパンは藤山コンツェルンが設立母体となって設立されたが、火災当時は横井英樹の手に渡っていた）。
晩年は趣味の絵画や書画などをし、悠々自適に過ごした。
1985年2月22日死去。87歳没。没後勲一等旭日桐花大綬章、従二位が追贈された。墓所は多磨霊園。
かつての藤山の白金の邸宅は、現在、「シェラトン都ホテル東京」となっている。

## エピソード
- 安保闘争渦巻く中で行われた日米安保条約批准では、衆議院承認から30日が経過し参議院の承認抜きでの自然承認が成立した1960年6月18日に青山の親族宅で批准書に外相として署名し、菓子折りに入れて運び出した。藤山は回顧録で「（批准書交換の会場となった）外相公邸の裏に接するお宅二軒にお願いして、いざという場合には公邸の塀を乗り越えて、その家を通り抜け、向こう側へ抜け出せるようにした」「幸い正門から出ることができた」としているが、警護官に持ち上げられて外相公邸の裏の垣根を乗り越えているのを産経新聞の記者に目撃されている[16]。
- 1962年（昭和37年）5月11日、所蔵していたルノアール作『少女』をデパートの展示会に出品したところ盗難に遭う。同年7月2日に発見されるも、もともと贋作であったことが伝えられた[17]。

## 家族・親族

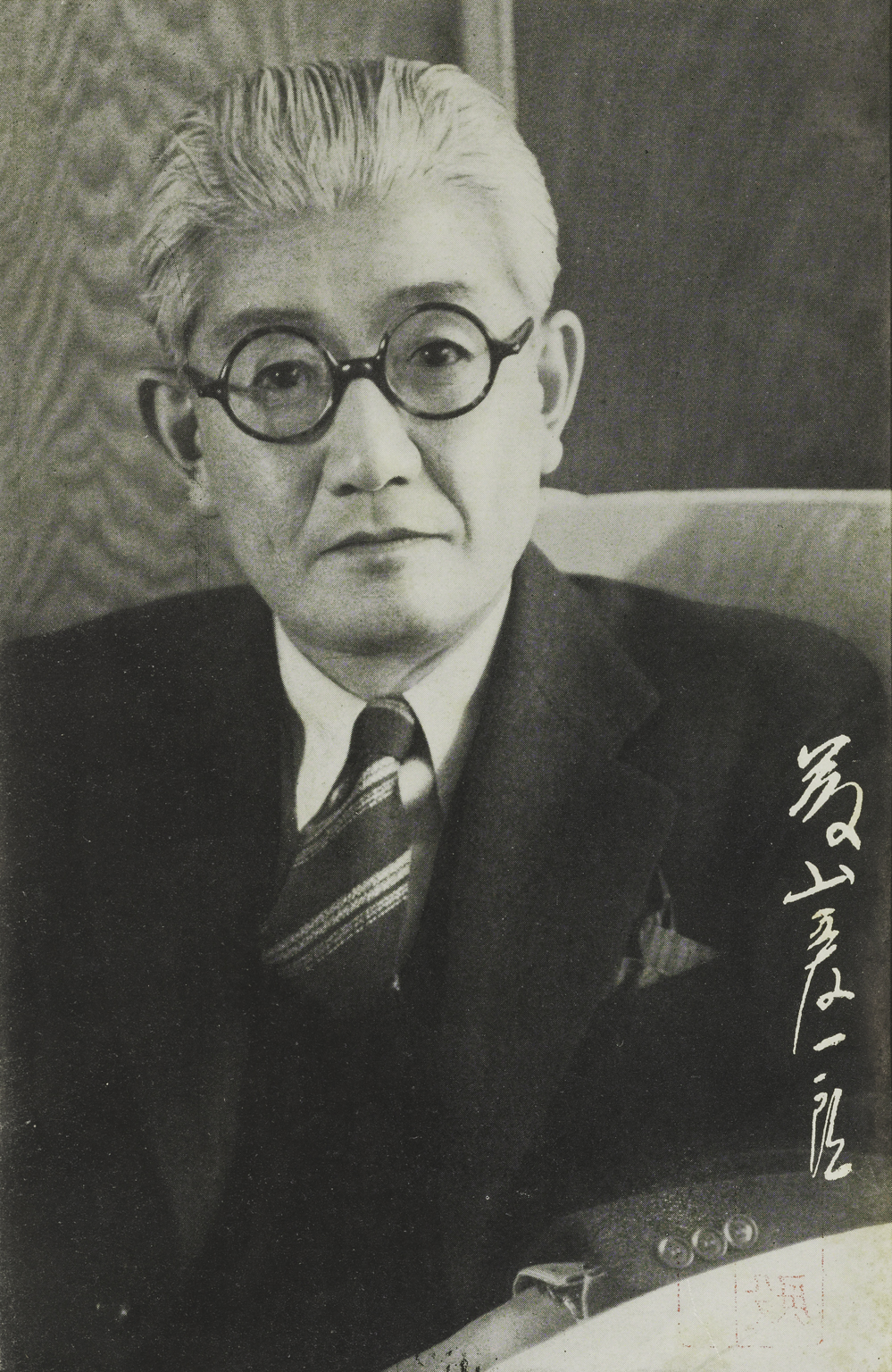
藤山愛一郎

肥前国（現在の佐賀県）士族、藤山家の系譜を継いでいる。父に藤山雷太（正五位勲三等）、弟に大日本製糖（現・大日本明治製糖）の会長を務めた藤山勝彦、元日東化学工業（現在の三菱レイヨン）の副社長を務めた藤山洋吉、日本NCR副社長・菱和航空サービス株式会社会長を務めた田中元彦がいる。
また、父・藤山雷太が一時、伊吹家の養子に入っていたため、愛一郎らの異母兄弟姉妹に伊吹震（元日産生命社長）と伊吹ウタがいる。
妻は大蔵大臣を務めた結城豊太郎の三女、久子（ひさこ）。長男に大日本製糖社長・会長を務めた藤山覚一郎がいる。娘婿に三菱重工業の取締役を務めた西村健三がいるが、西村はサクラクレパスの社長を務めた西村斉次郎の三男である。なお西村健三の姪は元皇族の久邇朝建（久邇宮朝融王の第2皇子で、上皇明仁の従兄弟にあたる）に嫁いでいる。
いとこにタレントで参議院議員（藤山派）の藤原あきがいる。

## 栄典
- 1967年（昭和42年）11月3日 - 勲一等旭日大綬章[18]

## 著書
- 『社長ぐらし三十年』、 学風書院、 1952年
- 『お客商売』、 学風書院、 1953年
- 『私の自叙伝 社長ぐらし三十年』、 学風書院 、1955年
- 『社長室にて』、 学風書院、 1957年
- 『私の自叙伝』、　学風書院、　1957年
- 『私の行き方』、 学風書院、 1959年、 日本の百人全集
- 『藤山愛一郎画集』、 えくらん社、 1960年
- 『政治わが道 藤山愛一郎回想録』、 朝日新聞社、 1976年

## 翻訳
- 口紅から機関車まで レイモンド・ローウィ 学風書院 1953

## 藤山愛一郎を取り上げた作品
- エアガール 令和2年（2021年）3月20日放送 テレビ朝日系列スペシャルドラマ 鶴見辰吾。架空の航空会社「日本民間航空」会長・日本商工会議所会頭 藤原一郎役として。